# 西新小岩
西新小岩（にししんこいわ）は、東京都葛飾区南部の町名。現行行政地名は西新小岩一丁目から五丁目。住居表示実施済み区域である。

## 地理
葛飾区の南部、新小岩駅の北西に位置し、奥戸地域に属する。北東で東新小岩一・五・七・八丁目、南東で新小岩一丁目、南西で中川・荒川（荒川放水路）を挟んで対岸に平井および墨田区東墨田、北西で中川を挟んで対岸に東四つ木一・二丁目と隣接する。新小岩駅を中心に商業地が展開されている。東新小岩とは東京都道308号千住小松川葛西沖線で画し、新小岩とは総武本線の鉄路で画す。荒川・中川を隔てる中土手へは平井大橋で渡ることができ、葛飾あらかわ水辺公園置かれているほか、首都高速中央環状線と平井大橋出入口で接続されている。

### 地価
住宅地の地価は、2025年（令和7年）1月1日の公示地価によれば、西新小岩5-3-16の地点で29万7000円/m2となっている。

## 歴史

### 地名の由来
国鉄･総武本線新小岩駅（現・JR東日本）に由来する。住居表示実施以前は、上平井町・平井中町・下小松町などの町名であった。

## 世帯数と人口
2023年（令和5年）1月1日現在（東京都発表）の世帯数と人口は以下の通りである。
| 丁目           | 世帯数    | 人口     |
| -------------- | --------- | -------- |
| 西新小岩一丁目 | 1,409世帯 | 2,507人  |
| 西新小岩二丁目 | 518世帯   | 943人    |
| 西新小岩三丁目 | 1,882世帯 | 3,562人  |
| 西新小岩四丁目 | 3,196世帯 | 5,700人  |
| 西新小岩五丁目 | 1,799世帯 | 3,457人  |
| 計             | 8,804世帯 | 16,169人 |

### 人口の変遷
国勢調査による人口の推移。
| 年                 | 人口   |
| ------------------ | ------ |
| 1995年（平成7年）  | 16,721 |
| 2000年（平成12年） | 16,995 |
| 2005年（平成17年） | 16,311 |
| 2010年（平成22年） | 16,783 |
| 2015年（平成27年） | 16,450 |
| 2020年（令和2年）  | 16,124 |

### 世帯数の変遷
国勢調査による世帯数の推移。
| 年                 | 世帯数 |
| ------------------ | ------ |
| 1995年（平成7年）  | 6,373  |
| 2000年（平成12年） | 7,030  |
| 2005年（平成17年） | 7,019  |
| 2010年（平成22年） | 7,607  |
| 2015年（平成27年） | 7,647  |
| 2020年（令和2年）  | 7,857  |

## 学区
区立小・中学校に通う場合、学区は以下の通りとなる（2021年4月時点）。
| 丁目           | 番地                              | 小学校               | 中学校               |
| -------------- | --------------------------------- | -------------------- | -------------------- |
| 西新小岩一丁目 | 全域                              | 葛飾区立松上小学校   | 葛飾区立新小岩中学校 |
| 西新小岩二丁目 | 全域                              | 葛飾区立松上小学校   | 葛飾区立新小岩中学校 |
| 西新小岩三丁目 | 1～4番 9～15番                    | 葛飾区立松上小学校   | 葛飾区立新小岩中学校 |
| 西新小岩三丁目 | 5〜8番 16〜45番                   | 葛飾区立上平井小学校 | 葛飾区立新小岩中学校 |
| 西新小岩四丁目 | 4～12番 21～27番 36～38番         | 葛飾区立上平井小学校 | 葛飾区立新小岩中学校 |
| 西新小岩四丁目 | 1〜3番 13〜20番 28〜35番 39〜42番 | 葛飾区立松上小学校   | 葛飾区立新小岩中学校 |
| 西新小岩五丁目 | 全域                              | 葛飾区立上平井小学校 | 葛飾区立新小岩中学校 |

## 事業所
2021年（令和3年）現在の経済センサス調査による事業所数と従業員数は以下の通りである。
| 丁目           | 事業所数  | 従業員数 |
| -------------- | --------- | -------- |
| 西新小岩一丁目 | 102事業所 | 1,298人  |
| 西新小岩二丁目 | 8事業所   | 154人    |
| 西新小岩三丁目 | 113事業所 | 996人    |
| 西新小岩四丁目 | 189事業所 | 1,446人  |
| 西新小岩五丁目 | 128事業所 | 737人    |
| 計             | 540事業所 | 4,631人  |

### 事業者数の変遷
経済センサスによる事業所数の推移。
| 年                 | 事業者数 |
| ------------------ | -------- |
| 2016年（平成28年） | 574      |
| 2021年（令和3年）  | 540      |

### 従業員数の変遷
経済センサスによる従業員数の推移。
| 年                 | 従業員数 |
| ------------------ | -------- |
| 2016年（平成28年） | 4,177    |
| 2021年（令和3年）  | 4,631    |

## 交通

### 鉄道
鉄道
- 東日本旅客鉄道（JR東日本）
  - 総武本線：新小岩駅

### バス
新小岩駅を中核に路線バスの網が広がる。

### 道路・橋梁
道路
- 平井大橋出入口から首都高速道路中央環状線
- 東京都道308号千住小松川葛西沖線（平和橋通り）
- 東京都道315号御徒町小岩線（蔵前橋通り）
- 東京都道450号新荒川葛西堤防線

橋梁
- 平和橋（中川の橋梁。対岸に東立石・東四つ木）
- 上平井橋（中川の河川橋梁。対岸に東四つ木）
- 平井大橋（中川・荒川の河川橋梁。対岸に江戸川区平井）
- 総武本線荒川中川橋梁（荒川・中川の鉄道河川橋梁）

## 施設
教育機関
- 葛飾区立上平井小学校
- 葛飾区小中一貫教育校 新小岩学園
  - 葛飾区立松上小学校
  - 葛飾区立新小岩中学校
- 東京聖栄大学

公園・庭園
- 新小岩公園（西新小岩一丁目1番3号）
- 葛飾あらかわ水辺公園（西新小岩三丁目35番先から新小岩一丁目1番先）
- 外谷汐入庭園（西新小岩三丁目42番3号）
- 西新小岩５丁目公園(西新小岩５丁目７番２号)（通称モンチッチ公園)

寺社
- 徳正寺（西新小岩三丁目6番6号）
- 東光寺（西新小岩五丁目21番20号）
- 圓成寺（西新小岩五丁目28番18号）

企業
- セキグチ - 西新小岩五丁目に所在。「モンチッチ」等で知られるぬいぐるみ・人形の製造・販売会社。

医療機関
- イムス東京葛飾総合病院

## その他

### 日本郵便
- 郵便番号 : 124-0025[3]（集配局 : 葛飾郵便局[16]）。